# Isidore Pils

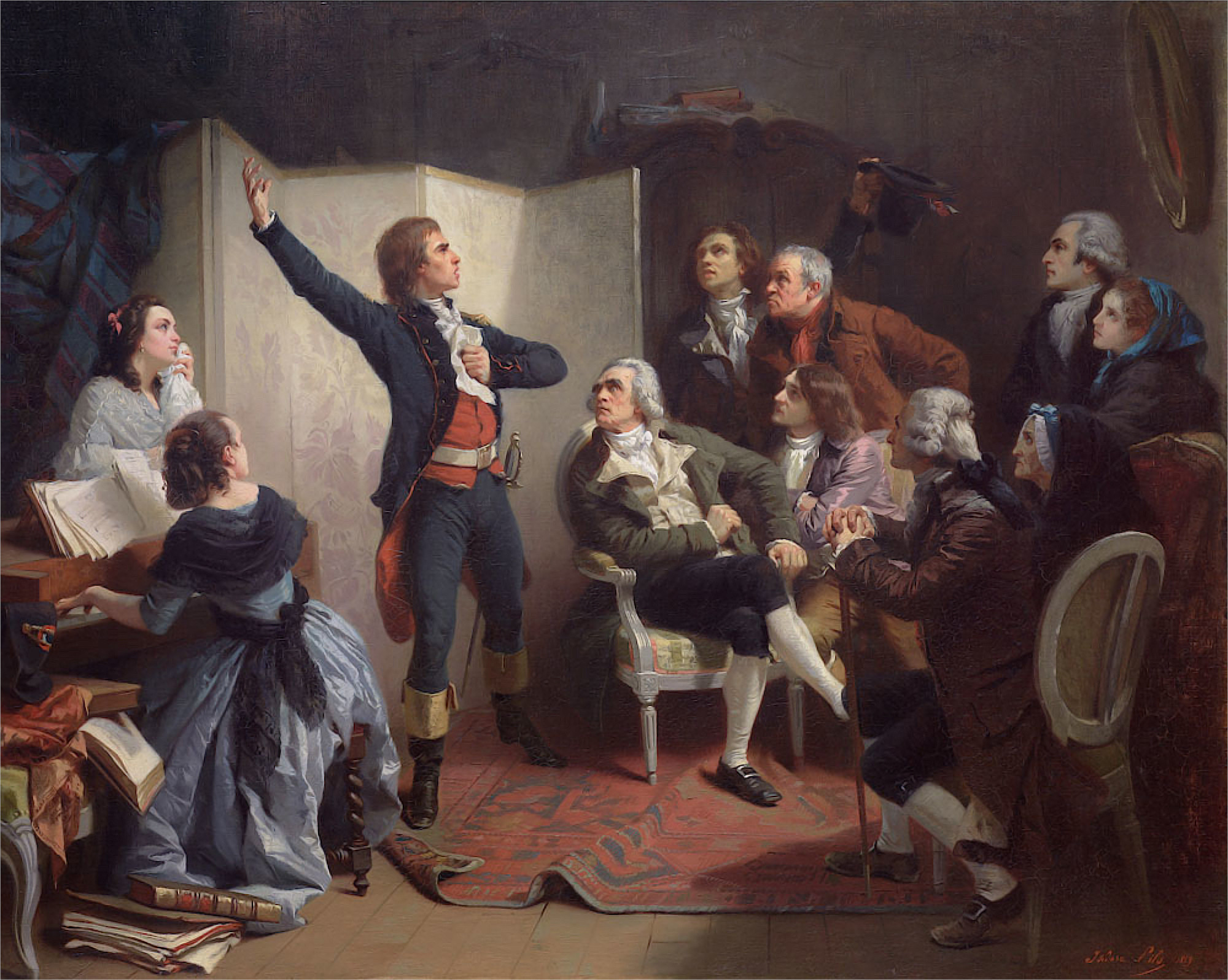
Rouget de Lisle chantant la Marseillaise. Pils' 1849 entstandenes Gemälde zeigt den Verfasser der Marseillaise im Salon des Straßburger Bürgermeisters Dietrich.

Isidore Pils (* 19. Juli 1813 in Paris; † 3. September 1875 in Douarnenez, Département Finistère) war ein französischer Maler und Aquarellist.
Mit 21 Jahren wurde Pils 1834 in Paris Schüler des Historienmalers François-Edouard Picot. Er entwickelte die eher „klassische“ Richtung seines Lehrers weiter in eine entschieden realistische Richtung. Unterstützt durch Picot beteiligte sich Pils an Ausstellungen der Académie des Beaux-Arts, und 1838 wurde sein Bild Petrus heilt den Lahmen ausgezeichnet. Ihm wurde der Prix de Rome verliehen, verbunden mit einem großzügigen Studienaufenthalt in der Villa Medici in Rom.
Nach fünf Jahren kehrte Pils 1843 nach Frankreich zurück und ließ sich wieder in seiner Heimatstadt nieder. Später unternahm er weitere längere Studienreisen; u. a. nach Kleinasien und auf die Krim. Dort war er Beobachter des Krimkriegs, und seine Bilder von dort galten lange Zeit als Inbegriff des Patriotismus; z. B. 1855 „Die Laufgräben vor Sebastopol“.
Zurück in Paris widmete sich Pils dann einige Zeit eher religiösen Themen und vollendete 1875 sein letztes Werk: die Malereien an der Gewölbedecke im Treppenhaus der Neuen Oper („die Götter des Olymps“, „Apollo auf seinem Wagen“, „Triumph der Harmonie“ und „Apotheose der Oper“).

## Werke (Auswahl)
- Petrus heilt den Lahmen
- Rouget de l'Isle die Marseillaise singend. 1849.
- Die Laufgräben von Sebastopol. 1855.
- Die Landung der französischen Truppen auf der Krim.
- Der Übergang über die Alma. 1861.

Dieser Artikel basiert auf einem gemeinfreien Text aus Meyers Konversations-Lexikon, 4. Auflage von 1888 bis 1890.
| Personendaten    | Personendaten                       |
| ---------------- | ----------------------------------- |
| NAME             | Pils, Isidore                       |
| KURZBESCHREIBUNG | französischer Maler und Aquarellist |
| GEBURTSDATUM     | 19. Juli 1813                       |
| GEBURTSORT       | Paris                               |
| STERBEDATUM      | 3. September 1875                   |
| STERBEORT        | Douarnenez, Bretagne                |